# Maagd (astrologie)

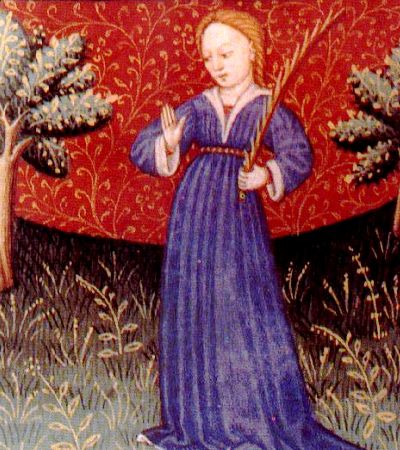
Maagd (Virgo)

Astrologisch symbool voor Maagd

Maagd is het astrologisch teken van mensen geboren tussen ca. 23 augustus en ca. 22 september.
Maagd correspondeert met een deel van de ecliptica van 150 graden vanaf het lentepunt tot 30 booggraden verder, gezien vanuit de aarde. Het is het zesde teken van de dierenriem en wordt geassocieerd met het element Aarde. Samen met Tweelingen, Boogschutter en Vissen is het een van de 4 'beweeglijke tekens'. Het is eveneens een vrouwelijk, negatief, introvert teken. De traditionele heerser van het teken is Mercurius. Volgens Claudius Ptolemaeus en zijn Tetrabiblos wordt het eerste decanaat van Maagd (0-10°) geregeerd door Zon, het tweede decanaat (10-20°) door Venus en het derde (20-30°) door Mercurius.

## Toelichting bij 'zonnetekens'
Als iemand naar je 'zonneteken' of 'sterrenbeeld' vraagt, heeft dat in de astrologie betrekking op de plaats van de Zon tijdens je geboorte. De westerse astrologie gebruikt bij de duiding van gebeurtenissen twaalf 'partjes' van de baan die de zon in de loop van het jaar schijnbaar langs de hemel maakt. Die partjes zijn de zonnetekens of kortweg: de tekens, te beginnen vanaf Ram bij het lentepunt. 'Sterrenbeelden' zijn eigenlijk de astronomische constellaties aan de hemel, en die komen niet meer overeen met de twaalf sectoren die de astrologie gebruikt. Sommige auteurs van astrologierubrieken in de krant maken uitsluitend gebruik van deze zonnepositie, zoals 'Zon in Ram' of 'Zon in Weegschaal' om er een horoscoop mee te maken. Deze rubrieken werken met een bijzonder gereduceerde methode en worden door de meeste astrologen niet serieus genomen.

## Mythologie en archetype
Volgens een interpretatie staat het archetype maagd voor Astraea, de maagdelijke dochter van de Griekse god Zeus en de godin Themis. Astraea stond bekend als de godin van rechtvaardigheid. De reden dat zij aan dit sterrenbeeld is toegewezen is dat de weegschaal van rechtvaardigheid (het sterrenbeeld weegschaal) zich vlak bij haar bevindt.
Maagd wordt soms ook geïdentificeerd met Persephone, dochter van Demeter. Zij was de godin van onschuld en puurheid.

## Typologie
Zoals bij alle tekens van de dierenriem, schrijft de astrologie ook bepaalde kenmerken toe aan mensen die onder het teken Maagd geboren zijn. Die kenmerken worden bepaald door:
1. een driedeling van de 12 tekens: er zijn 4 hoofdtekens[5], 4 vaste tekens[6] en 4 beweeglijke tekens[7]
2. een vierdeling van de 12 tekens: er zijn 3 aardetekens[8], 3 luchttekens[9], 3 vuurtekens[10] en 3 watertekens[11]
3. en een tweedeling van de 12 tekens: er zijn 6 positief mannelijke[12], en 6 negatief vrouwelijke[13] tekens[14]

Voor het teken Maagd levert dit het volgende op:
1. Aardeteken: 'melancholisch' temperament
2. Beweeglijk teken: aanpassingsvermogen, richt zich afwisselend op zichzelf en op zijn omgeving
3. Negatief: Yinprincipe: vrouwelijk, passief, introvert

Enkele kenmerken die in de popastrologie doorgaans met Maagd worden geassocieerd zijn uit deze 3 kwaliteiten afgeleid.
Kenmerken
Analytisch / Kritisch/ veel inzicht, precies / nauwgezet, ordelijk / methodisch, praktisch / pragmatisch, mentaal / intelligent / navragend, verantwoordelijk / betrouwbaar, perfectionist, slim / geestig / knap, conservatief / conventioneel, hygiënisch / schoon, terughoudend / koel/ niet demonstratief.
Deze 'eigenschappen' zouden eigenlijk moeten afgewogen worden aan de rest van de horoscoop. Staan er bijvoorbeeld behalve de Zon geen planeten in Maagd, dan zullen deze kenmerken zich -volgens de astrologische principes- niet erg manifesteren. Vandaar het gevaar en de oppervlakkigheid van popastrologie, die geen rekening houdt met andere sterke factoren uit de horoscoop.

## Compatibele tekens
De tak van de astrologie die zich bezighoudt met de grondige analyse van horoscopen van partners heet synastrie. Hierbij worden de horoscopen met allerlei technieken met elkaar vergeleken. In de popastrologie worden echter meer algemene beweringen gedaan op grond van de plaats van de Zon bij beide partners:
Het teken Maagd is compatibel met de andere aardetekens; Stier en Steenbok en heeft affiniteit met de twee tekens die op een sextielafstand (60 graden) van haar liggen: Kreeft en Schorpioen. Dit is overigens geen persoonlijke aanwijzing, maar eerder een algemeen astrologisch beginsel dat wordt afgewogen in samenhang met de rest van de factoren in de horoscoop.